# Argélia e as armas de destruição em massa
Em 1991, o governo dos Estados Unidos disse que tinha descoberto os detalhes da suposta construção de um reator nuclear na Argélia. The Washington Times acusou o país de desenvolver armas nucleares com a ajuda do governo chinês. O governo argelino admitiu que estava construindo um reator, mas negou qualquer sigilo ou propósito militar. Vigilância dos satélites dos Estados Unidos também sugeriram que o reator não seriam usados para fins militares. China secretamente havia feito um acordo em 1983 para ajudar a Argélia a desenvolver um reator nuclear.
Em novembro de 1991, sucumbindo à pressão internacional, Argélia colocou o reator sob salvaguardas da AIEA. Argélia assinou o Tratado de Não Proliferação Nuclear, em janeiro de 1995, e ratificou a Convenção sobre Armas Químicas em agosto de 2001, Argélia aderiu à Convenção de Armas Biológicas.